# 維克托·路臣
維克托·路臣（Viktor Nilsson，1993年7月14日—）是一名瑞典的職業足球運動員。現效力瑞典足球甲級聯賽華納模。

## 外部連結
- SvFF profile 1 （页面存档备份，存于）
- SvFF profile 2 （页面存档备份，存于）